# Honfleur
Honfleur és un municipi francès situat al departament de Calvados i a la regió de Normandia. L'any 2007 tenia 8.163 habitants. És un dels municipis més característics de Normandia, usual destí turístic de francesos i estrangers. S'hi mengen alguns dels millors plats de "fruits de mer" de la regió.

## Demografia

### Població
El 2007 la població de fet de Honfleur era de 8.163 persones. Hi havia 3.589 famílies de les quals 1.423 eren unipersonals (516 homes vivint sols i 907 dones vivint soles), 859 parelles sense fills, 887 parelles amb fills i 420 famílies monoparentals amb fills.
La població ha evolucionat segons el següent gràfic:
Habitants censats

### Habitatges
El 2007 hi havia 4.890 habitatges, 3.661 eren l'habitatge principal de la família, 775 eren segones residències i 454 estaven desocupats. 2.216 eren cases i 2.660 eren apartaments. Dels 3.661 habitatges principals, 1.247 estaven ocupats pels seus propietaris, 2.329 estaven llogats i ocupats pels llogaters i 85 estaven cedits a títol gratuït; 217 tenien una cambra, 668 en tenien dues, 922 en tenien tres, 851 en tenien quatre i 1.003 en tenien cinc o més. 1.646 habitatges disposaven pel capbaix d'una plaça de pàrquing. A 1.838 habitatges hi havia un automòbil i a 900 n'hi havia dos o més.

### Piràmide de població
La piràmide de població per edats i sexe el 2009 era:
| Homes | Edats   | Dones |
| ----- | ------- | ----- |
| 0     | 95 o +  | 4     |
| 20    | 90 a 94 | 72    |
| 24    | 85 a 89 | 112   |
| 72    | 80 a 84 | 108   |
| 100   | 75 a 79 | 248   |
| 156   | 70 a 74 | 184   |
| 104   | 65 a 69 | 264   |
| 168   | 60 a 64 | 184   |
| 140   | 55 a 59 | 184   |
| 236   | 50 a 54 | 292   |
| 276   | 45 a 49 | 296   |
| 276   | 40 a 44 | 272   |
| 288   | 35 a 39 | 244   |
| 348   | 30 a 34 | 276   |
| 324   | 25 a 29 | 324   |
| 289   | 20 a 24 | 232   |
| 204   | 15 a 19 | 316   |
| 296   | 10 a 14 | 192   |
| 276   | 5 a 9   | 248   |
| 228   | 0 a 4   | 260   |

## Economia
El 2007 la població en edat de treballar era de 5.082 persones, 3.670 eren actives i 1.412 eren inactives. De les 3.670 persones actives 3.047 estaven ocupades (1.650 homes i 1.397 dones) i 623 estaven aturades (304 homes i 319 dones). De les 1.412 persones inactives 453 estaven jubilades, 374 estaven estudiant i 585 estaven classificades com a «altres inactius».

### Ingressos
El 2009 a Honfleur hi havia 3.673 unitats fiscals que integraven 8.207 persones, la mediana anual d'ingressos fiscals per persona era de 15.547 €.

### Activitats econòmiques
Dels 805 establiments que hi havia el 2007, 6 eren d'empreses extractives, 15 d'empreses alimentàries, 3 d'empreses de fabricació de material elèctric, 2 d'empreses de fabricació d'elements pel transport, 34 d'empreses de fabricació d'altres productes industrials, 42 d'empreses de construcció, 236 d'empreses de comerç i reparació d'automòbils, 24 d'empreses de transport, 141 d'empreses d'hostatgeria i restauració, 11 d'empreses d'informació i comunicació, 42 d'empreses financeres, 56 d'empreses immobiliàries, 72 d'empreses de serveis, 74 d'entitats de l'administració pública i 47 d'empreses classificades com a «altres activitats de serveis».
Dels 203 establiments de servei als particulars que hi havia el 2009, 1 era una comissaria de policia, 1 oficina d'administració d'Hisenda pública, 1 oficina del servei públic d'ocupació, 1 gendarmeria, 1 oficina de correu, 9 oficines bancàries, 1 funerària, 7 tallers de reparació d'automòbils i de material agrícola, 1 taller d'inspecció tècnica de vehicles, 1 establiment de lloguer de cotxes, 3 autoescoles, 1 paleta, 5 guixaires pintors, 17 fusteries, 7 lampisteries, 4 electricistes, 1 empresa de construcció, 11 perruqueries, 3 veterinaris, 1 agència de treball temporal, 104 restaurants, 17 agències immobiliàries, 2 tintoreries i 3 salons de bellesa.
Dels 94 establiments comercials que hi havia el 2009, 1 era, 3 supermercats, 2 botigues de més de 120 m², 6 botiges de menys de 120 m², 15 fleques, 3 carnisseries, 1 una botiga de congelats, 5 llibreries, 23 botigues de roba, 10 botigues d'equipament de la llar, 6 sabateries, 3 botigues d'electrodomèstics, 4 botigues de mobles, 1 una botiga de mobles, 2 botigues de material de revestiment de parets i terra, 3 drogueries, 1 un drogueria, 2 joieries i 3 floristeries.
L'any 2000 a Honfleur hi havia 12 explotacions agrícoles que ocupaven un total de 57 hectàrees.

## Equipaments sanitaris i escolars
El 2009 hi havia 4 farmàcies i 2 ambulàncies.
El 2009 hi havia 3 escoles maternals i 4 escoles elementals. A Honfleur hi havia 2 col·legis d'educació secundària i 1 liceu d'ensenyament general. Als col·legis d'educació secundària hi havia 782 alumnes i als liceus d'ensenyament general 430.

## Poblacions més properes
El següent diagrama mostra les poblacions més properes.